# Поплевино (Вологодская область)
Поплевино — деревня в Междуреченском районе Вологодской области.
Входит в состав Старосельского сельского поселения (с 1 января 2006 года по 8 апреля 2009 года входила в Ноземское сельское поселение), с точки зрения административно-территориального деления — в Ноземский сельсовет.
Расстояние до районного центра Шуйского по автодороге — 17 км, до центра муниципального образования Старого по прямой — 10 км. Ближайшие населённые пункты — Оброшино, Михалково, Заречье.
По переписи 2002 года население — 8 человек.
В 2016 году основано личное подсобное хозяйство Ушастое подворье. Основоположники хозяйства, Сергей Порубов и его дочь Анастасия Подгорбунская, начали свою деятельность с разведения кроликов. В дальнейшем подворье пополнилось различными видами сельхоз животных и птицы. С 2022 года подворье активно развивает сельский туризм и участвует во всероссийских ярмарках и выставках, занимая призовые места.